# Bubble tea

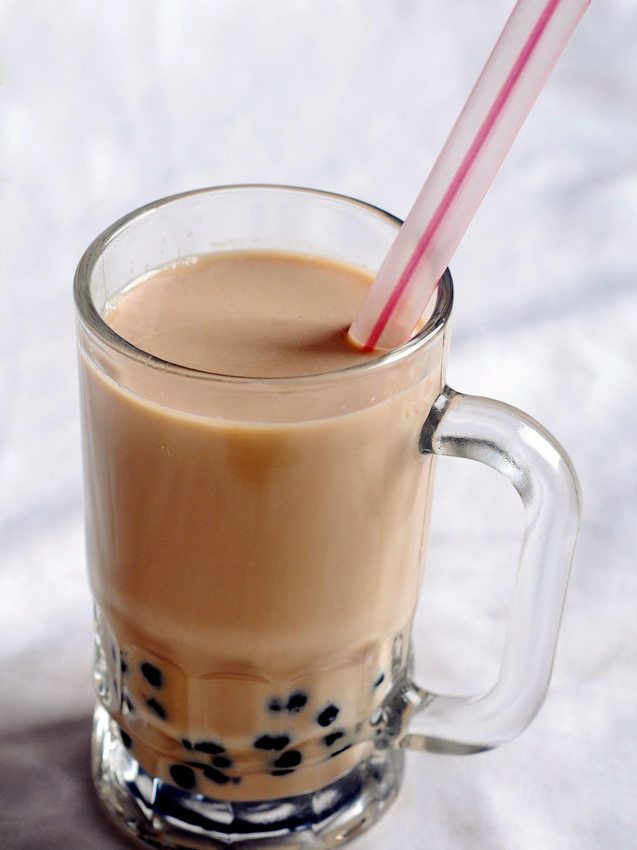
Bubble tea

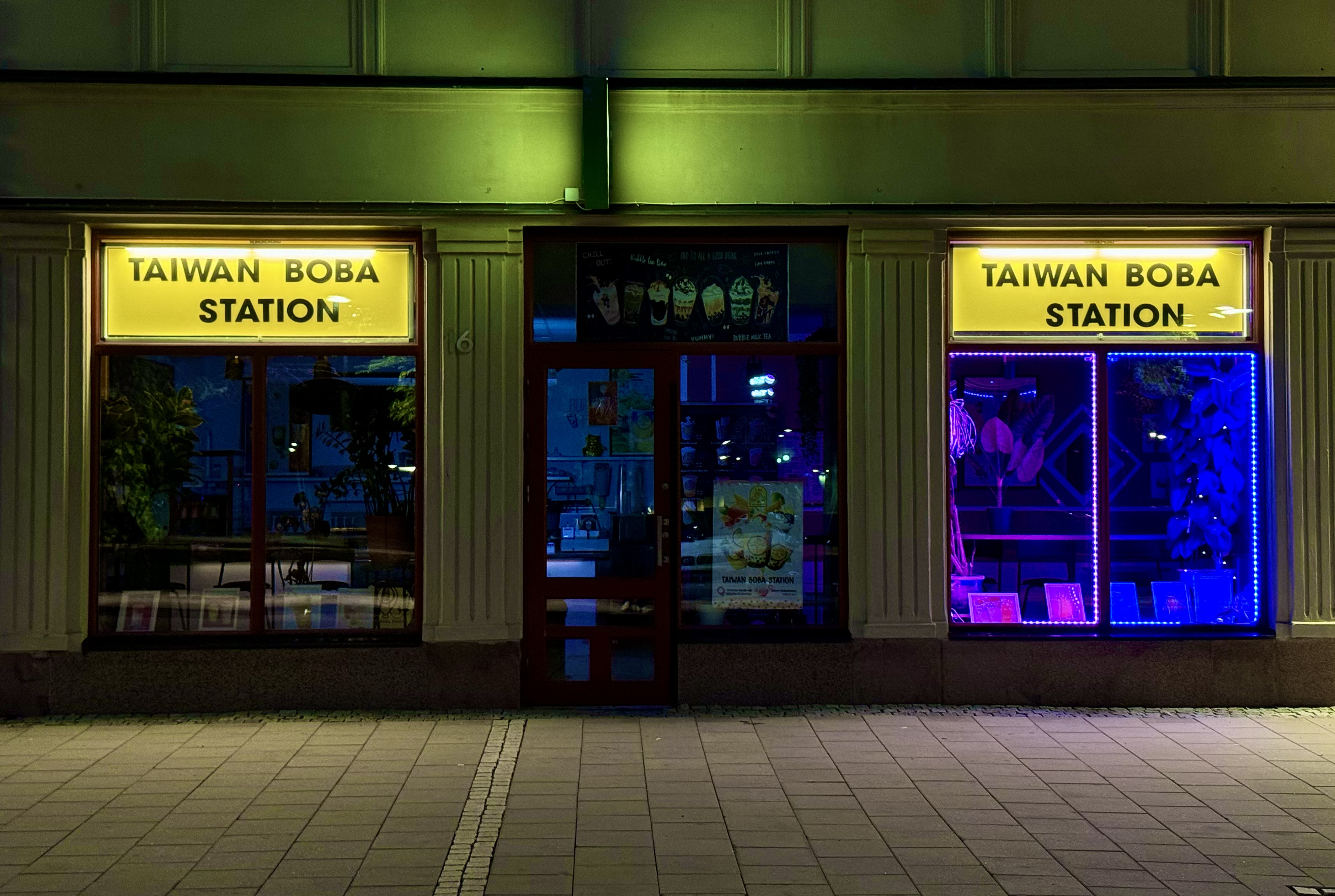
Bubble tea-butik i Sundsvall.

Bubble tea (kinesiska: 珍珠奶茶; pinyin: zhēnzhū nǎichá; ordagrant: "pärlmjölkte"), även bubbelte, boba tea eller boba grande, är en söt tedryck från Taiwan med geléartade kulor av tapiokastärkelse på botten. Den kan drickas med eller utan mjölk och både kall och varm eller ljummen.
Bubbelte dricks genom ett sugrör som är så tjockt (cirka 12 mm) att tapiokakulorna följer med när man dricker.
Bubble tea uppfanns på 1980-talet i Taiwan, när en dessert med tapiokapärlor blandades ner i ett glas iste. Drycken, som då kallades pearl milk tea, blev snabbt populär speciellt i Sydostasien.

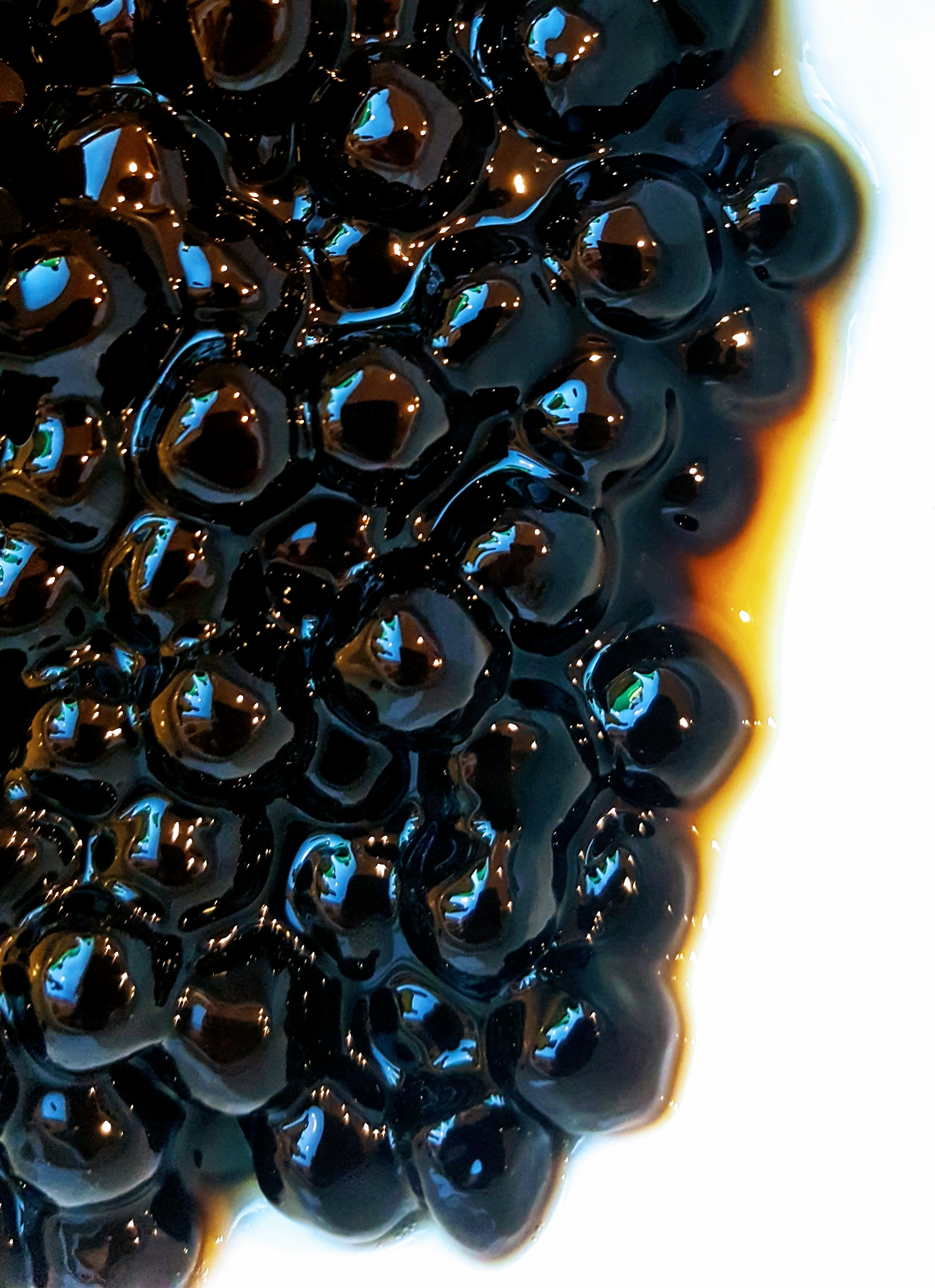
Stora tapiokapärlor, boba

De små tapiokapärlorna ("boba") byttes snabbt ut mot större och drycken smaksattes med frukt och andra smakämnen. Idag finns många olika varianter av boba tea-smaker, men alla innehåller te.
Bubbelte har blivit en symbol för Taiwan och det har föreslagits att nya taiwanesiska pass ska ha ett glas bubble tea på framsidan.
År 2020 lanserades bubbelte som emoji och i USA har drycken till och med sin egen dag National Bubble Tea Day den 30 april varje år.
Med åren har en ny sorts bubble tea utvecklats — med en modernare smak och teknik. Popping boba tea är fruktig sirap-liknande vätska inuti geléliknande skal. När man suger upp popping bobas och tuggar så exploderar kulorna och munnen blir fylld av vätskan. Popping boba tea är speciellt populärt under varma sommardagar eftersom drycken liknar en kall saft eller lemonad, men med fruktiga popping boba-kulor.